# Nido Spitalfields

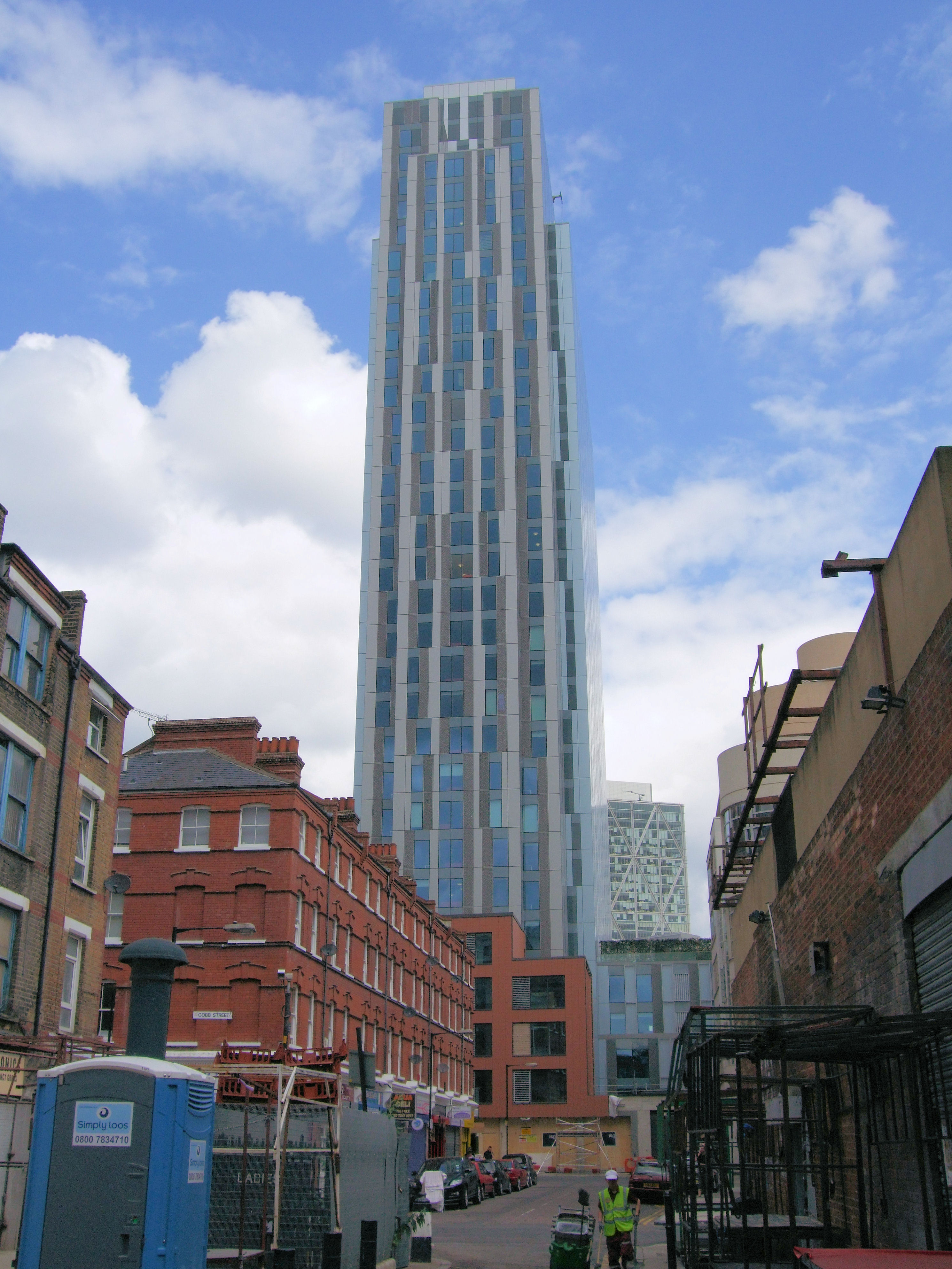
Vista do Prodigy Living Spitalfields.

O Prodigy Living Spitalfields, anteriormente conhecido como Nido Spitalfields, é o terceiro maior alojamento de estudantes do mundo, em comparação ao segundo maior, o Sky Plaza em Leeds, e o maior de todos, 17 New Wakefield Street em Manchester. Está localizado na 100 Middlesex Street em Spitalfields, Londres.
A torre possui 34 pisos, sendo antes da sua construção, a 100 Middlesex Street estava ocupada por um edifício de escritórios construído em 1960, o Rodwell House que compreendia um bloco de 8 andares norte-sul, cercado por um escritório de piso único.
Em 2015, o Nido Spitalfields foi comprado por Greystar Real Estate Partners, empresa-mãe da empresa de alojamento estudantis, Prodigy Living.

## Galeria

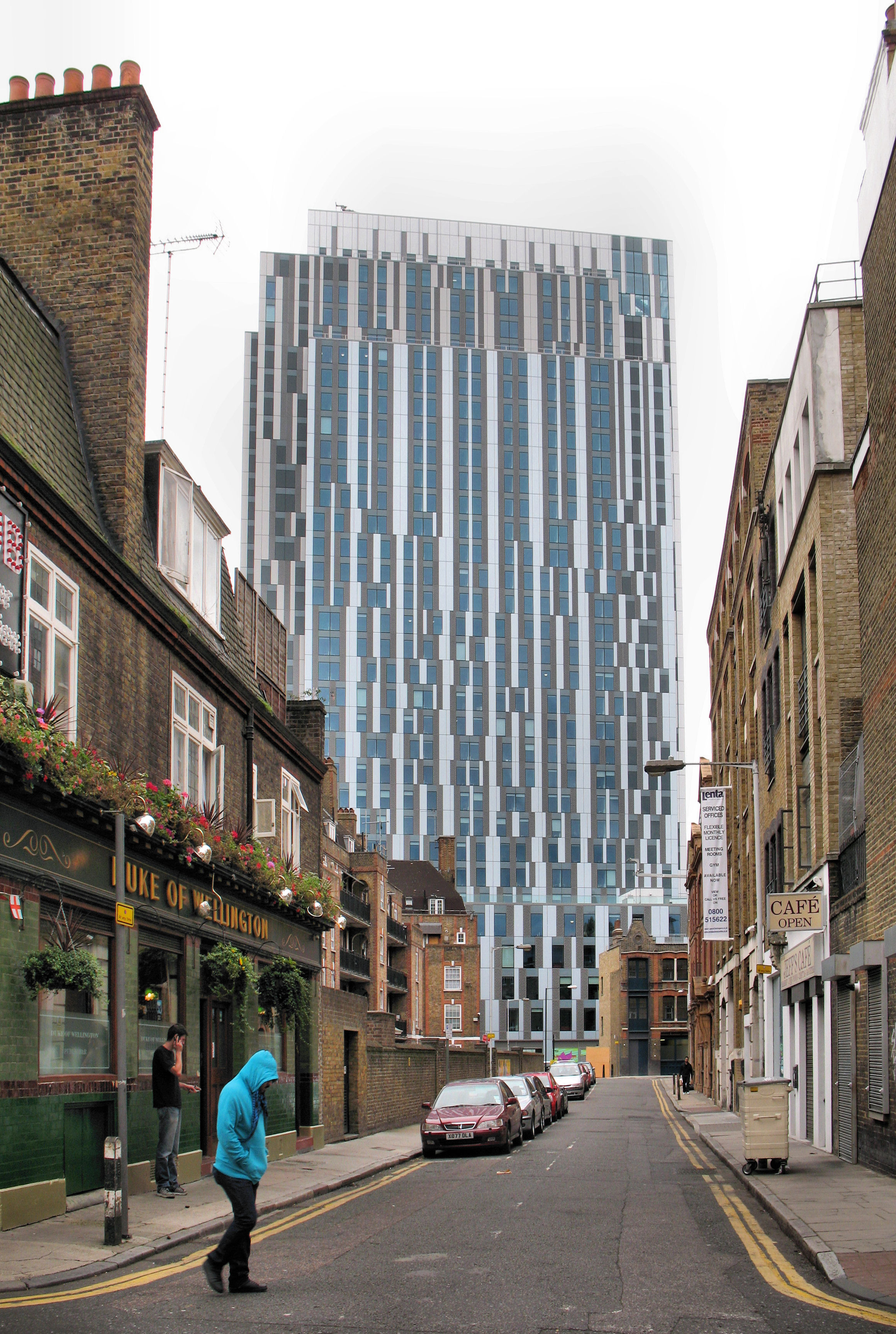
O edifício.
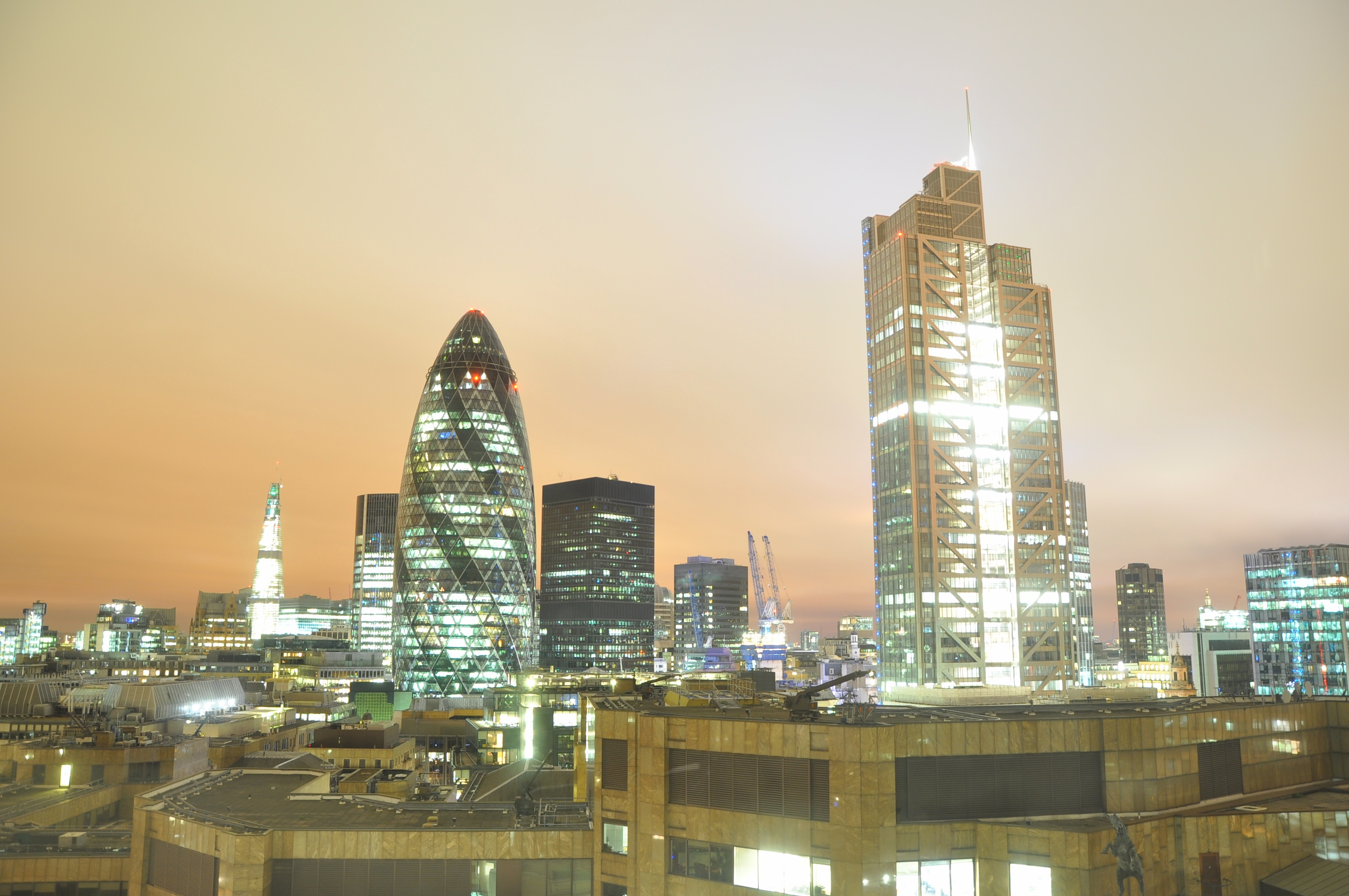
Vista noturna.